# بولشيي كليوتشيشتشي (ولجانوفسك)
بولشيي كليوتشيشتشي (بالروسية: Большие Ключищи) هي مدينة في مقاطعة أوليانوفسك أوبلاست في روسيا.